# Llengües paleoeuropees

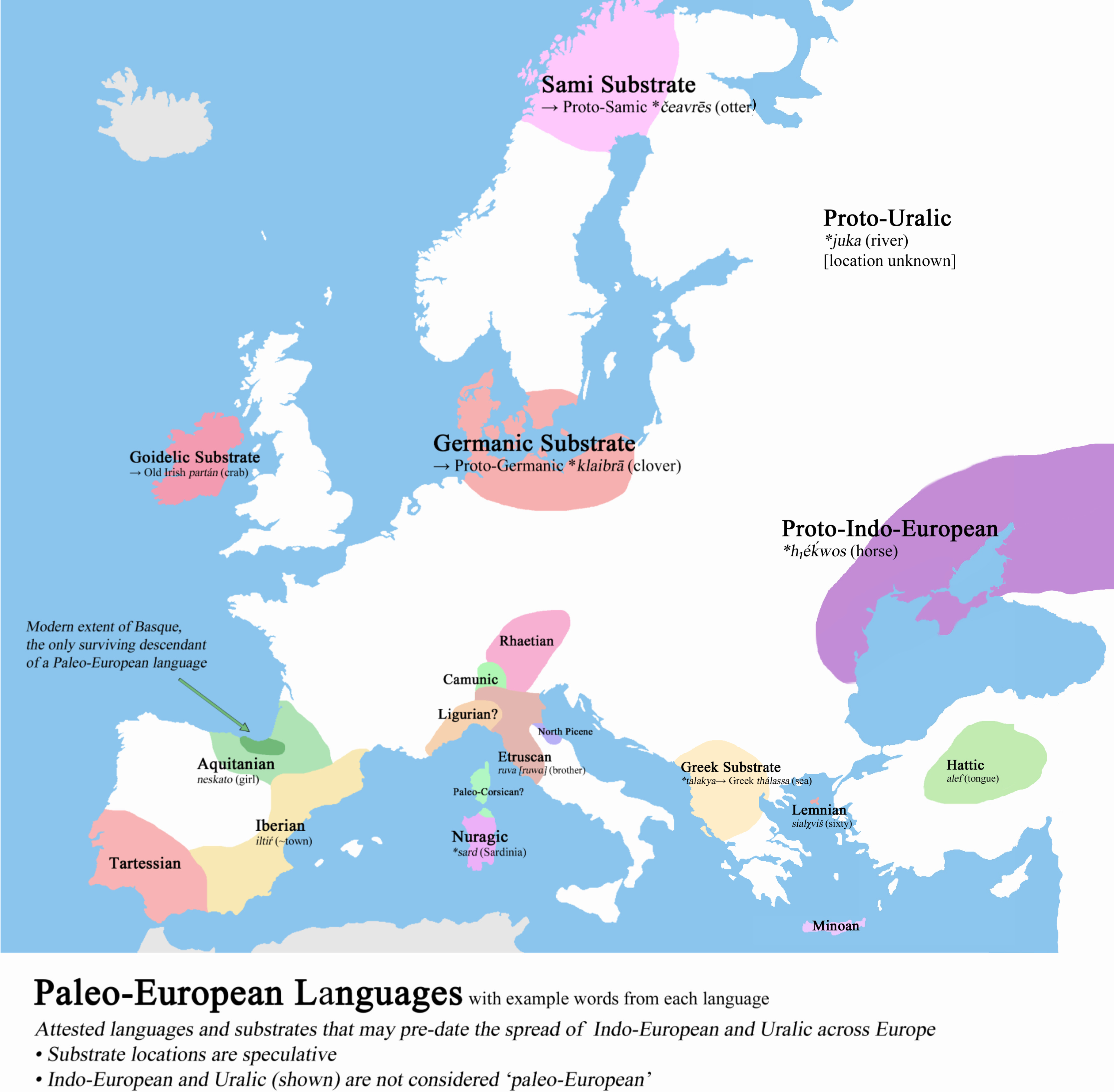
Mapa de les llengües paleoeuropees conegudes, incloent-hi estrats lingüístics

Les llengües paleoeuropees (o europeu antic) són les llengües (en gran part desconegudes) que van ser parlades a Europa abans de l'extensió de l'indoeuropeu i l'uràlic, les dues famílies lingüístiques que dominen el continent europeu avui.
El terme europeu antic és també utilitzat sovint per a referir-se a les llengües dels pobles agricultors del primer neolític a l'Europa central i a la península Balcànica, que arribaren a partir d'una immigració des de l'est a l'entorn de l'any 6000 aC.
Un terme similar, preindoeuropeu, s'utilitza per a referir-se a les diferents llengües desplaçades pels protoindoeuropeus en emigrar des de l'Urheimat, o territori originari d'aquests pobles. És, per tant, un concepte que inclou les llengües paleoeuropees, a més d'altres moltes llengües parlades a l'Orient Mitjà i Àsia meridional abans que hi arribassin els parlants protoindoeuropeus.

## Traces perdudes de les llengües paleoeuropees
Les llengües paleoeuropees prehistòriques no estan acreditades per documentació escrita (però cal tenir en compte les antigues inscripcions europees amb un conjunt de signes sense desxifrar que van ser utilitzats per la cultura de Vinča, que podria ser o no un sistema d'escriptura). L'únic accés als llenguatges paleoeuropeus el tenim en els noms de lloc i especialment en els noms de rius que es troben per tot arreu a Europa central i occidental, i possiblement també en els préstecs a les llengües indoeuropees que es parlen en l'actualitat.

## Llengües paleoeuropees testificades i substrats reconstruïts

### Llengües paleoibèriques

#### Àmbit èuscar
- Basc. L'únic idioma paleoeuropeu viu actualment.
- Aquità. Un idioma molt proper al protobasc i, probablement, amb punts de contacte amb l'ibèric.

#### Altres
- Ibèric. En alguns aspectes té afinitats amb el basc i l'aquità, però la filiació i la relació entre els tres llenguatges és encara en discussió.[1]
- Tartessi.[1] La seva filiació també ens és desconeguda per ara. Podria ser un idioma preindoeuropeu, potser amb connexió amb l'ibèric, o fins i tot ser una llengua indoeuropea. Vegeu: celtibèric.

Les altres llengües paleoeuropees de la península Ibèrica només poden ser identificades indirectament mitjançant topònims, antropònims o teònims citats en fonts romanes i gregues. No s'han trobat inscripcions escrites en els alfabets fenici i grec, i hi ha molt poca evidència constatada de paleoalfabets o jeroglífics. La majoria en són incompatibles i indesxifrables.

### Llengües paleoeuropees d'Itàlia
- Llengües tirrenes
  - Etrusc.[1]
  - Rètic.[1]
  - Lemni. A l'àrea de l'Egeu.[1]
- Paleosard. És en discussió la seva relació amb la llengua ibèrica.[1]
- Llengua picena del nord.[1]
- Llengua sicana.[1]

### Llengües paleoeuropees de l'àrea de l'Egeu
- Substrat pregrec.[1]
- Minoic.[1]
- Eteocretenc: pot ser un descendent del minoic, però això és incert.[1]
- Xipriota-minoic.[1]
- Eteoxipriota: pot ser un descendent del xipriota-minoic.[1]
- Llengua del Disc de Festos.[1]

### Europa del Nord
- Hipòtesi del substrat germànic.
- Illes Britàniques.
  - Hipòtesi del substrat goidèlic.
  - Llenguatges pictes.
- Substrat prefinoúngric.

### Altres llengües
De vegades les llengües caucàsiques són també incloses en el paleoeuropeu, però la regió del Caucas sovint es considera que forma part d'Àsia, com a mínim en part, depenent de la definició de la frontera entre Àsia i Europa que s'utilitzi.

## Teories sobre les llengües paleoeuropees
Hi ha moltes teories sobre aquestes llengües. El lingüista alemany Theo Vennemann defensà que la majoria de llengües del Neolític europeu varen estar relacionades amb el basc, a partir de les evidències trobades en l'antiga hidronímia europea. La majoria dels seus col·legues, tanmateix, no han acceptat aquesta tesi. Jörg Rhiemeier ha sostingut que alguns d'aquests antics noms de la hidronímia europea pertanyen a una família de llengües relacionades amb l'indoeuropeu. Altres, com Octavià Alexandre, un aficionat català, sostenen que aquestes llengües paleoeuropees pertanyen a un fílum anomenat bascocaucàsic, una hipòtesi que tampoc no ha convençut la majoria de lingüistes.
Sembla com si la regió mediterrània fos la llar d'un nombre substancial de famílies de llengües —quatre d'elles han sobreviscut fins avui, i hi ha evidències d'altres que han existit en temps antics—, mentre que el nord dels Alps podria haver estat dominat per una sola família, segons es comprova en l'antiga hidronímia, en el temps del Neolític tardà. Això encaixa bé amb els resultats de la recerca arqueològica sobre la difusió de l'agricultura neolítica a Europa: és àmpliament acceptat que al sud la difusió va ser cultural, i en el Mesolític les persones van adoptar les noves tecnologies de pobles veïns que ja ho havien fet abans, mentre que al nord la difusió va ser poblacional, amb els agricultors que es desplaçaren des de l'est, empentant o assimilant el pobles mesolítics. Sota aquest model, en el Mesolític mediterrani el paisatge lingüístic hauria canviat poc, i sobretot mitjançant la propagació de "wanderwörter" (paraules migratòries) usades per als conceptes agrícoles, mentre que al nord dels Alps, els agricultors que migraren haurien establert una única nova família lingüística, i la preservació de les llengües mesolítiques s'hauria reduït només a paraules que pertanyen a la fauna local i potser les tècniques de caça (encara que algunes llengües mesolítiques poden haver sobreviscut durant algun temps en zones residuals). Això és el que es pot suposar sobre la base de l'evidència lingüística.
Si alguna cosa es pot dir de les perdudes llengües paleoeuropees sobre el que trobem testificat en el basc, les llengües caucàsiques i l'etrusc, és que eren llengües sintètiques amb una rica morfologia flexiva i diverses alineacions morfosintàctiques (el basc i la majoria de les llengües caucàsiques són ergatives, el georgià està dividit entre l'acusatiu i actiu/d'estat; l'etrusc és acusatiu). Les llengües caucàsiques tenen inventaris de fonemes molt rics i sembla que sempre els han tingut, però el basc i l'etrusc tenen inventaris de fonemes més moderats, reflectint potser una antiga situació de l'oest europeu.

## Neolític
No hi ha cap evidència directa de les llengües parlades en el neolític. Algun estudiosos paleolingüistes han intentat estendre els mètodes de la lingüística històrica a l'edat de pedra, però aquest mètode té poc suport acadèmic. S'han qüestionat escenaris que imaginen pel neolític només un nombre petit de famílies de llengües esteses sobre àrees enormes d'Europa (com en els temps moderns). Donald Ringe ha argumentat, basant-se en principis generals de geografia lingüística (referint-se a tribus, les societats preestatals), i l'escasses restes d'idiomes (aparentment indígenes) no indoeuropeus testificats en les antigues inscripcions, que l'Europa neolítica ha d'haver estat un lloc de gran diversitat lingüística, amb moltes famílies lingüístiques sense enllaços lingüístics entre si, de la mateixa manera com era Amèrica del Nord abans de la colonització europea.
La discussió sobre els idiomes parlats en el neolític europeu se subdivideix en dos aspectes: els idiomes indoeuropeus i els idiomes preindoeuropeus.
Les primeres llengües indoeuropees, se suposa que en general arribaren a Europa en el calcolític o edat del bronze primerenca, per exemple la cultura de la ceràmica cordada o la cultura del vas campaniforme (vegeu també la hipòtesi dels kurgans per a les discussions relacionades). La hipòtesi postula l'arribada des d'Anatòlia de les llengües indoeuropees, en el primer neolític. L'antiga hidronímia europea és utilitzada per Hans Krahe per a acreditar la primera presència indoeuropea a Europa.
Les teories sobre els idiomes "preindoeuropeus" a Europa es basen en proves escasses. La llengua basca ha estat considerada com a descendent d'aquell llenguatge, però la basca és una llengua aïllada, i no hi ha elements comparatius per analitzar. Theo Vennemann, però, postula una família "vascònica", que se suposa que hauria coexistit amb una altra d'"atlàntica" o, fins i tot, presemita. Un altre grup de llengües seria la família lingüística tirrena que hauria donat lloc a l'etrusc i al rètic a l'edat del ferro, i possiblement també a llengües de l'Egeu com la minoica o pelasga a l'edat del bronze.
Al nord, es creu que un escenari similar al de l'indoeuropeu hauria afectat les llengües uralianes, expandint-se des de l'est. En particular les llengües sami, pertanyents a la família uràlica, que mostren una considerable influència de substrat antic, fins a fer pensat que representen un o més idiomes extints originaris. Es creu que el sami adoptà un llenguatge uralià fa menys de 2.500 anys. Algunes restes de llengües indígenes de la zona del Bàltic s'ha sospitat que es mantindrien també en les llengües baltofineses, però aquestes són molt més modestes. Serien els primers préstecs de llengües paleoeuropees no identificades en els idiomes uràlics d'Europa.